# Pteraster personatus
Pteraster personatus är en sjöstjärneart som beskrevs av Percy Sladen 1891. Pteraster personatus ingår i släktet Pteraster och familjen knubbsjöstjärnor. Inga underarter finns listade i Catalogue of Life.